# Wormaldia subnigra
Wormaldia subnigra är en nattsländeart som beskrevs av Mclachlan 1865. Wormaldia subnigra ingår i släktet Wormaldia och familjen stengömmenattsländor. Arten är reproducerande i Sverige. Inga underarter finns listade i Catalogue of Life.